# 14317 Antonov
14317 Antonov eller 1978 PC3 är en asteroid i huvudbältet som upptäcktes den 8 augusti 1978 av den rysk-sovjetiske astronomen Nikolaj Tjernych vid Krims astrofysiska observatorium på Krim. Den har fått sitt namn efter den sovjetiske flygplans designern och tillverkaren Oleg Konstantinovitj Antonov.
Asteroiden har en diameter på ungefär tre kilometer.